# Paul Boivin-Champeaux
Paul Louis Victor Boivin-Champeaux est un avocat et homme politique français né le 21 juin 1854 à Neufchâtel-en-Bray et mort le 16 avril 1925 à Paris.

## Biographie

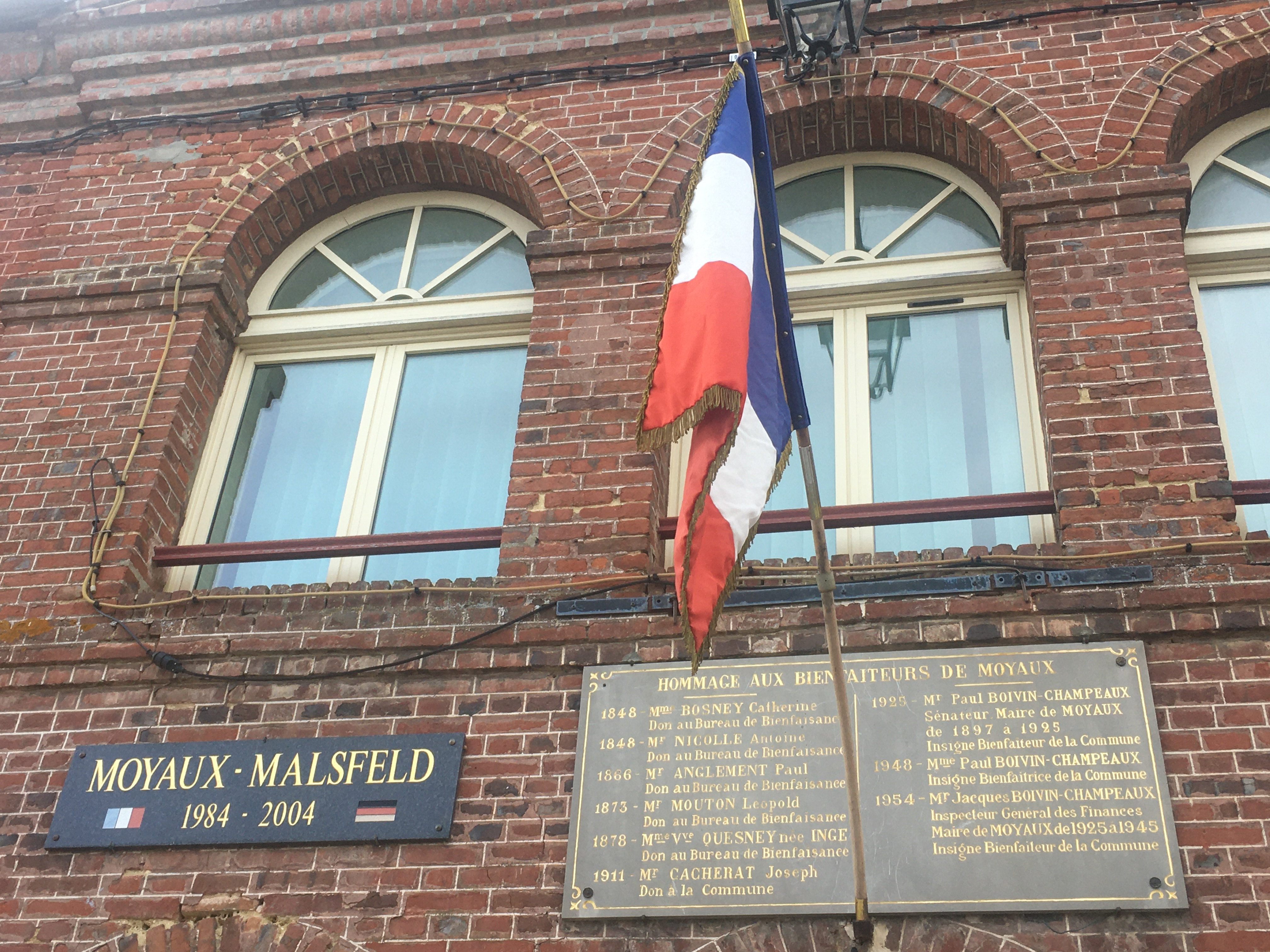
Plaque commémorative à Moyaux.

Il est le fils de Louis Boivin-Champeaux, historien, avocat général, puis procureur général à Caen. Après des études de droit, il s'inscrit au barreau de Paris et acquiert, en 1881, une étude d'avocat au Conseil d'État et à la Cour de cassation. Il entre au barreau en 1897 et en devient président en 1905. Il est maire de Moyaux de 1897 à 1925. 
En 1907, il est élu sénateur du Calvados et siège au groupe de la Gauche démocratique. Il est vice-président du Sénat de 1917 à 1921, et président de la commission de la législation civile et criminelle de 1921 à sa mort, en 1925. Il intervient souvent dans les débats juridiques.
Il est le père du sénateur Jean Boivin-Champeaux et de l'inspecteur général des finances Jacques Boivin-Champeaux.

## Distinctions
- Chevalier de la Légion d'honneur (23 janvier 1906)[1]

## Sources
- « Paul Boivin-Champeaux », dans le Dictionnaire des parlementaires français (1889-1940), sous la direction de Jean Jolly, PUF, 1960 [détail de l’édition]